# Hans Hedberg
Pour les articles homonymes, voir Hedberg.
Hans Hedberg, né à Köpmanholmen, Suède 25 mai 1917, est un sculpteur et céramiste suédois qui a résidé à Biot en France méridionale jusqu'à sa mort à Cannes le 27 mars 2007.

Originaire de Örnsköldsvik en Suède, il est connu pour ses grandes céramiques en forme de fruits et les installations qu'il réalisa dans plusieurs pays, particulièrement dans sa Suède natale et en France.